# Veronika Bokor
Veronika Bokor (* 14. März 2000) ist eine österreichische Tennisspielerin.

## Karriere
Bokor begann mit fünf Jahren das Tennisspielen und bevorzugt Sandplätze. Sie spielt hauptsächlich Turniere auf der ITF Women’s World Tennis Tour, bei denen sie bislang noch keinen Titel gewinnen konnte.
Im August 2019 trat Bokor zusammen mit ihrer Partnerin Anna Gross bei den W 25 Vienna ITF World Tennis Tour 2019 im Doppel an und erreichte das Viertelfinale. Ihr erstes Turnier der WTA Tour bestritt Bokor im November 2020, als sie vom Veranstalter eine Wildcard für die Qualifikation der Upper Austria Ladies Linz 2020 erhielt. Sie verlor aber bereits in der ersten Qualifikationsrunde gegen Stefanie Vögele mit 3:6 und 1:6.
Sie spielt für den TC Bakl Weigelsdorf.

## Weltranglistenpositionen am Saisonende
| Jahr   | 2019 | 2020 | 2021 | 2022 | 2023 |
| ------ | ---- | ---- | ---- | ---- | ---- |
| Einzel | —    | —    | —    | 1359 | 1365 |
| Doppel | 1221 | 1229 | 1114 | 1370 | 1207 |